# Эхин, Кристина
Кристина Эхин (эст. Kristiina Ehin; 18 июля 1977, Рапла) — эстонская поэтесса, писательница и переводчица, автор песен, певица, педагог.

## Биография
Кристина Эхин родилась 18 июля 1977 года в городе Рапла в семье эстонского поэта, прозаика и переводчика Андреса Эхина (1940—2011) и поэтессы Ли Сеппель (род. 1943).
Училась на филологическом факультете Тартуского университета по специальности «сравнительный фольклор», занималась исследованием эстонских народных песен. В 2004 году получила степень магистра. В 1997—1998 годах она параллельно училась в Тартуском художественном колледже.
С 1995 по 2000 год она работала преподавателем танцев, с 1996 года является свободным писателем. Живет в Тарту.
Начала публиковать свои стихи во время учёбы в Тартуском университете. Была членом студенческой литературной группы Erakkond (группа отшельников). Сборник стихов Kaitseala («Заповедник»), выпущенный в 2005 году, был написан во время годового пребывания в уединении на необитаемом острове Мохни у северного побережья Эстонии, где она была смотрительницей заповедника. Она также перевела ряд книг с английского языка. Была автором книги сказок и пьесы.
Её стихи и проза отражают женскую точку зрения. Духовная и чувственная поэзия Кристины Эхин уходит своими корнями в финно-угорскую культуру, но несмотря на это её работы остаются современными.
В 2008 году при содействии своих родителей организовала международный поэтический фестиваль, в котором приняли участие 24 поэта, певца и автора песен из Эстонии и из-за рубежа. Для XXVI Эстонского праздника песни она написала главную песню Puudutus (Прикосновение).
Стихи Кристины Эхин переведены на многие языки, в частности на английский, русский, шведский, словенский, исландский, финский, словацкий, удмуртский, коми, немецкий, ирландский и валлийский.

## Личная жизнь
Замужем за музыкантом Сильвером Зеппом. У них есть дочь, которая родилась в 2016 году.

## Награды

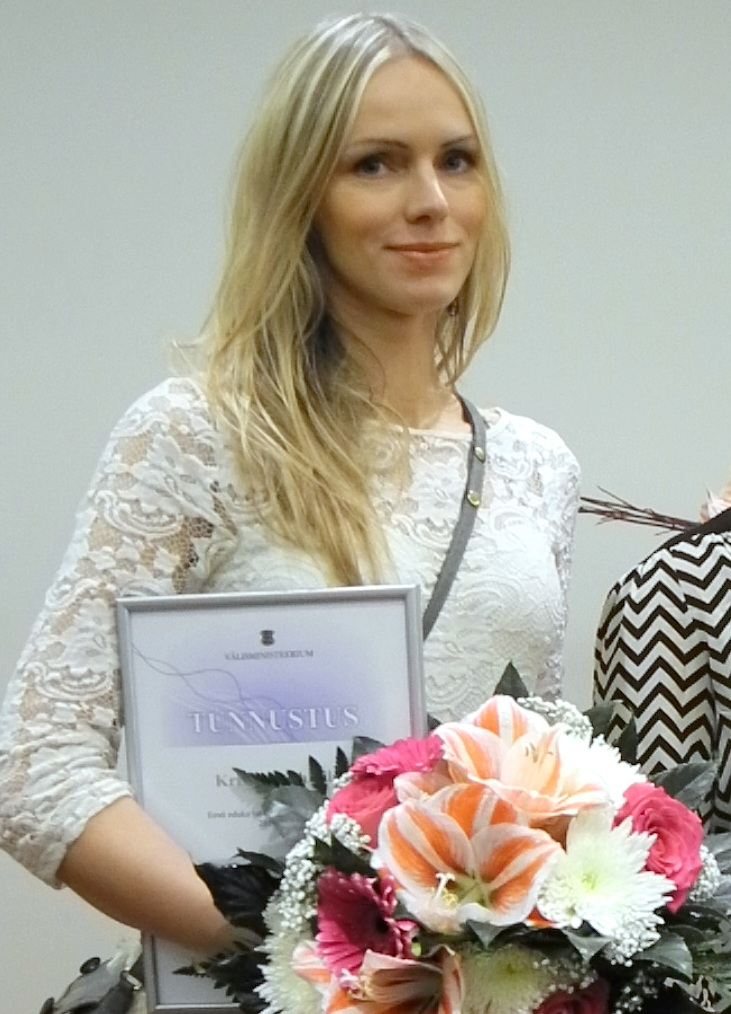
В 2014 она была удостоена культурной премии МИД Эстонии

- 2004 год — литературная премия журнала «Sirp».
- 2006 год — поэтическая премия Eesti Kultuurkapital (совместно с Юргеном Роосте).
- 2006 год — стипендия Густава Суйтса города Тарту.
- 2008 год — премия эстонского президента для молодых деятелей культуры[6].
- 2010 год — стипендия «Ela ja sära» от Eesti Kultuurkapital[7].
- 2014 год — литературная премия Вирумаа (совместно с Вальдуром Микитой).
- 2014 год — культурная премия МИД Эстонии.
- 2016 год — Орден Белой звезды IV класса[8].

## Сочинения

### Сборники стихов
- «Kevad Astrahanis: luuletusi 1992—1999» (Tallinn, 2000)
- «Simunapäev» (Tallinn, 2003)
- «Luigeluulinn» (Tallinn, 2004)
- «Kaitseala» (Tallinn, 2005)
- «Emapuhkus» (Tallinn, 2009)
- «Viimane Monogaamlane» (Tallinn, 2011)

### Проза
- «Pillipuhujanaine ja pommipanijanaine» (Tallinn, 2006)
- «Päevaseiskaja — Lõuna-Eesti muinasjutud» (Tallinn, 2009)
- «Viimane Monogaamlane» (Tallinn, 2011)
- «Kirjatud teekond» (Türi, 2012)
- «Paleontoloogi Päevaraamat» (Tartu, 2013)